# Klaudia Kardasz
Klaudia Kardasz (née le 2 mai 1996) est une athlète polonaise, spécialiste du lancer du poids.

## Biographie
Elle est médaillée d'argent du lancer du poids aux Championnats d'Europe espoirs d'athlétisme 2017.
Le 27 août 2017, elle décroche la médaille d'argent de l'Universiade à Taipei avec 17,90 m.
Le 8 août 2018, elle échoue au pied du podium des championnats d'Europe de Berlin, mais réalise tout de même son record personnel et national espoir avec 18,48 m.

## Palmarès
| Date | Compétition                    | Lieu      | Résultat | Marque  |
| ---- | ------------------------------ | --------- | -------- | ------- |
| 2017 | Championnats d'Europe espoirs  | Bydgoszcz | 2e       | 17,76 m |
| 2017 | Universiade                    | Taipei    | 2e       | 17,90 m |
| 2018 | Championnats d'Europe          | Berlin    | 4e       | 18,48 m |
| 2019 | Championnats d'Europe en salle | Glasgow   | 5e       | 18,23 m |
| 2019 | Universiade                    | Naples    | 3e       | 17,65 m |
| 2021 | Coupe d'Europe des lancers     | Split     | 4e       | 17,81 m |

## Records
| Épreuve         | Épreuve   | Marque  | Lieu      | Date          |
| --------------- | --------- | ------- | --------- | ------------- |
| Lancer du poids | Plein air | 18,52 m | Bydgoszcz | 27 juin 2024  |
| Lancer du poids | En salle  | 18,63 m | Glasgow   | 1er mars 2019 |